# 鳥取県立智頭農林高等学校
鳥取県立智頭農林高等学校（とっとりけんりつ ちづのうりんこうとうがっこう, Tottori Prefectural Chizu Agriculture and Forestry High School）は、鳥取県八頭郡智頭町智頭にある県立の高等学校。

## 概要
歴史
1939年（昭和14年）に開校した「智頭実業専修学校」を前身とする。2009年（平成21年）に創立70周年を迎えた。
設置課程・学科
全日制課程 農業に関する学科 3学科
- ふるさと創造科 - 地域活動コース、地域福祉コース
- 森林科学科 - 木材加工コース、森林応用コース
- 生活環境科学科 - 住環境デザインコース、生活デザインコース

過去に設置の課程・学科
- 園芸科学科 - 園芸・加工コース、草花・植物バイオコース

教育目標
「一人ひとりの生徒を大切に」を教育の根幹におき、勤労と責任を重んじ、心身ともに健康で地域産業及び社会の発展に貢献できる人を育てる。
校章
智頭地方が紅葉の名所ということにちなみ、楓の絵を背景にして、中央に「高」の文字を置いている。
校歌
作詞は植木勝美、作曲は小泉恵による。歌詞は3番まであり、校名は歌詞に登場しない。3番に校地を表す「楓ケ原」（校章にちなむ）が登場する。　

## 沿革
- 1939年（昭和14年）4月1日 - 青年学校令に基づき、「智頭実業専修学校」が創立される。
- 1941年（昭和16年）4月1日 - 県立移管の上、実業学校令に基づく「鳥取県立智頭農林学校」に改称。農業科・林業科・女子部を設置。
- 1948年（昭和23年）4月1日 - 学制改革により、農林学校は廃止され、新制高等学校「鳥取県立智頭農林高等学校」が発足。
  - 全日制課程 4学科（農業科・林業科・農村家庭科・畜産別科）、定時制課程 2学科（農業科・農村家庭科）を設置。定時制の用瀬分校（農業科・農村家庭科）を開設。
- 1949年（昭和24年）4月1日 - 公立高等学校再編により、「鳥取県立八頭高等学校農林部」となる。家庭別科を新設。
- 1950年（昭和25年）4月1日 - 農村家庭科・畜産別科・定時制用瀬分校を廃止。
- 1951年（昭和26年）4月1日 - 家庭別科を廃止し、農村家庭科を復活させる。
- 1953年（昭和28年）4月1日 - 鳥取県立八頭高等学校より分離し、「鳥取県立智頭農林高等学校」（再）として独立。
- 1963年（昭和38年）4月1日 - 林業科を1学級増設し、育林コースと加工コースの2コースを設置。
- 1965年（昭和40年）4月1日 - 農村家庭科（農業）を「生活科」（家庭）と改称。1学年あたりの定員を農業科40名・林業科80名・生活科40名、計160名（4学級）とする。
- 1969年（昭和44年）4月1日 - 林業科を改編し、育林コースを林業科、加工コースを木材加工科とする（4学科体制となる）。
- 1981年（昭和56年）4月1日 - 農業科・林業科・木材加工科の3科においてくくり募集を開始。
- 1990年（平成2年）
  - 4月1日 - 学科改編により、農業科を「園芸経営科」と林業科を「林業技術科」に変更し、コース制を導入。
  - 5月 - 創立50周年記念式典を挙行。
- 1991年（平成3年）4月1日 - 学科改編により、生活科を「生活科学科」に変更し、コース制を導入。
- 2000年（平成12年）4月1日 - 学科改編により、生活科学科を生活デザイン科に改称。
- 2007年（平成19年）4月1日 - 生活デザイン科の募集を停止。園芸学科・森林科学科・生活環境科の3学科とする。
- 2009年（平成21年）3月31日 - 生活デザイン科を廃止。
- 2011年（平成23年）7月 - グラウンドの芝生化を開始（植えつけを実施）。
- 2013年（平成25年）8月25日 - 神戸夙川学院大学において開かれた第5回観光甲子園にてグランプリ（文部科学大臣賞）を受賞。
- 2016年（平成28年）4月 - 学科改編により、園芸科学科をふるさと創造科に改める。[1]

## 部活動
運動部
- 新体操部 - 全国制覇22回の記録を有する。
- 剣道部
- 軟式野球部
- バドミントン部

文化部
- 郷土芸能部 - 『因幡麒麟獅子舞』
- 茶道部
- 華道部

その他
- 農業クラブ
- 家庭クラブ

## 不祥事

### 体罰問題
新体操部のコーチとして鳥取県教育委員会から委嘱され2011年から赴任していた男性が、同年5月から2012年10月までの間に、部員の顔を平手打ちにするなどの体罰を加えたり、暴言を吐いたりしていたことが判明し、2013年3月になって委嘱を解かれた。また、同部顧問の男性教諭についても、男子部員1人の顔を平手打ちしたなどとして、文書訓告処分を受けた。